# Kriegerdenkmal Elsnigk

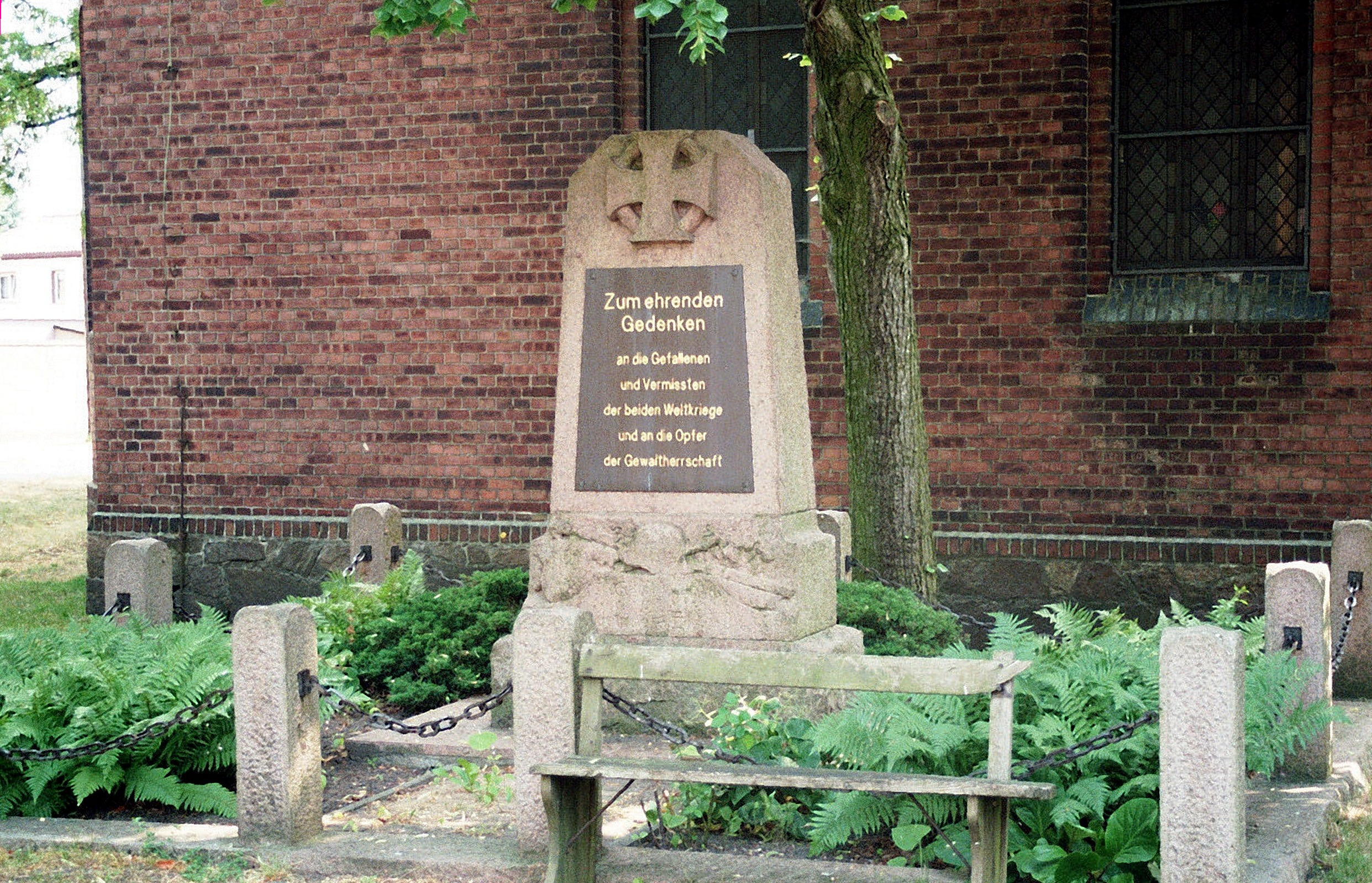
Kriegerdenkmal in Elsnigk

Das Kriegerdenkmal Elsnigk ist ein denkmalgeschütztes Kriegerdenkmal im Ortsteil Elsnigk der Einheitsgemeinde Osternienburger Land in Sachsen-Anhalt. Im örtlichen Denkmalverzeichnis ist es mit der Erfassungsnummer 094 70759 als Baudenkmal verzeichnet.

## Allgemeines
Das Kriegerdenkmal in Elsnigk befindet sich an der Elsnigker Hauptstraße nördlich der Kirche des Ortes. Es handelt sich dabei um einen übergroßen Grabstein, im oberen Bereich mit einem Eisernen Kreuz verziert, in dem eine Inschriftentafel eingelassen ist.